# Displasia ectodermica
La displasia ectodermica (DE) non è una singola malattia. È piuttosto un gruppo di problematiche che derivano tutte da anomalie strutturali dell'ectoderma.
Sono state identificate più di 150 differenti forme di DE. Benché alcune delle forme abbiano cause genetiche diverse, i sintomi sono molto simili. La diagnosi è usualmente effettuata mediante osservazione clinica e analisi della storia medica familiare, in modo da determinare se si tratta di malattia autosomica dominante o di malattia autosomica recessiva. Nel mondo sono stati segnalati 7 000 casi di persone a cui è stata diagnosticata la condizione di DE. Alcune condizioni di DE sono presenti solo in singoli gruppi familiari e derivano da mutazioni molto recenti. La DE si può verificare in ogni gruppo etnico, benché sia decisamente prevalente nel gruppo etnico caucasico.
Le varie forme di DE sono descritte come "condizioni ereditarie in cui sono presenti anomalie di due o più strutture dell'ectoderma come capelli, peli, denti, unghie, ghiandole sudoripare, epidermide e sistema nervoso"  Archiviato il 12 maggio 2018 in Internet Archive..

## Genetica
Le DE possono essere classificate in base alla ereditarietà (autosomica dominante, autosomica recessiva, x-linked) oppure in base alle strutture coinvolte (capelli, denti, unghie e/o ghiandole sudoripare).
Ci sono parecchi tipi diversi, con cause genetiche distinte:
- Sindrome Hay-Wells, sindrome di Rapp-Hodgkin e sindrome EEC tutte associate con la proteina tumorale TP63.[3]
- La displasia ectodermica ipoidrotica può essere associata con i geni EDA, EDAR, e EDARADD
- La displasia ectodermica Isola Margarita è associata con il gene PVRL1
- La displasia ectodermica-pelle fragile è associata con il gene PKP1
- La displasia ectodermica idrotica di Clouston è associata con il gene GJB6
- La sindrome di Naegeli-Franceschetti-Jadassohn e la Dermatopatia pigmentosa reticolare sono associate con il gene KRT14
- La pachyonychia congenita è causata da cheratine multiple.
- L'ipoplasia dermica focale è associata con il gene PORCN
- La sindrome di Ellis-van Creveld è associata con il gene EVC
- La displasia ectodermica palmoplantare si riferisce a parecchie condizioni che colpiscono selettivamente le mani e i piedi.

## Organi interessati

### Capelli
Le persone affette da una sindrome DE presentano spesso anomalie dei follicoli piliferi. I peli della testa e del corpo possono essere esili, radi e di colore molto chiaro, anche se negli uomini la crescita della barba può essere normale. I capelli possono crescere molto lentamente e sporadicamente, e possono essere eccessivamente fragili, ricci o persino annodati.

### Unghie
Le unghie delle mani e dei piedi possono essere spesso di forma anomala, senza colore, increspate, a crescita lenta, fragili. Le cuticole possono essere soggette ad infezioni.

### Pelle
La pelle può essere leggermente pigmentata. La pelle ferita può ricrescere permanentemente ipopigmentata. In alcuni casi può essere presente una pigmentazione rossa o marrone. La pelle può essere soggetta a eruzioni o infezioni e può essere spessa sul palmo della mano e sulla pianta del piede. Occorre prevenire accuratamente la rottura della pelle, il sanguinamento e le infezioni.

### Ghiandole sudoripare
Le persone affette da alcune forme di DE non possono sudare. Le loro ghiandole sudoripare possono funzionare in modo anomalo o non essere del tutto sviluppate. Senza la normale produzione di sudore il corpo non può regolare correttamente la temperatura. Quindi il surriscaldamento è un problema comune, specialmente durante la stagione calda. È importante che sia disponibile un ambiente fresco.

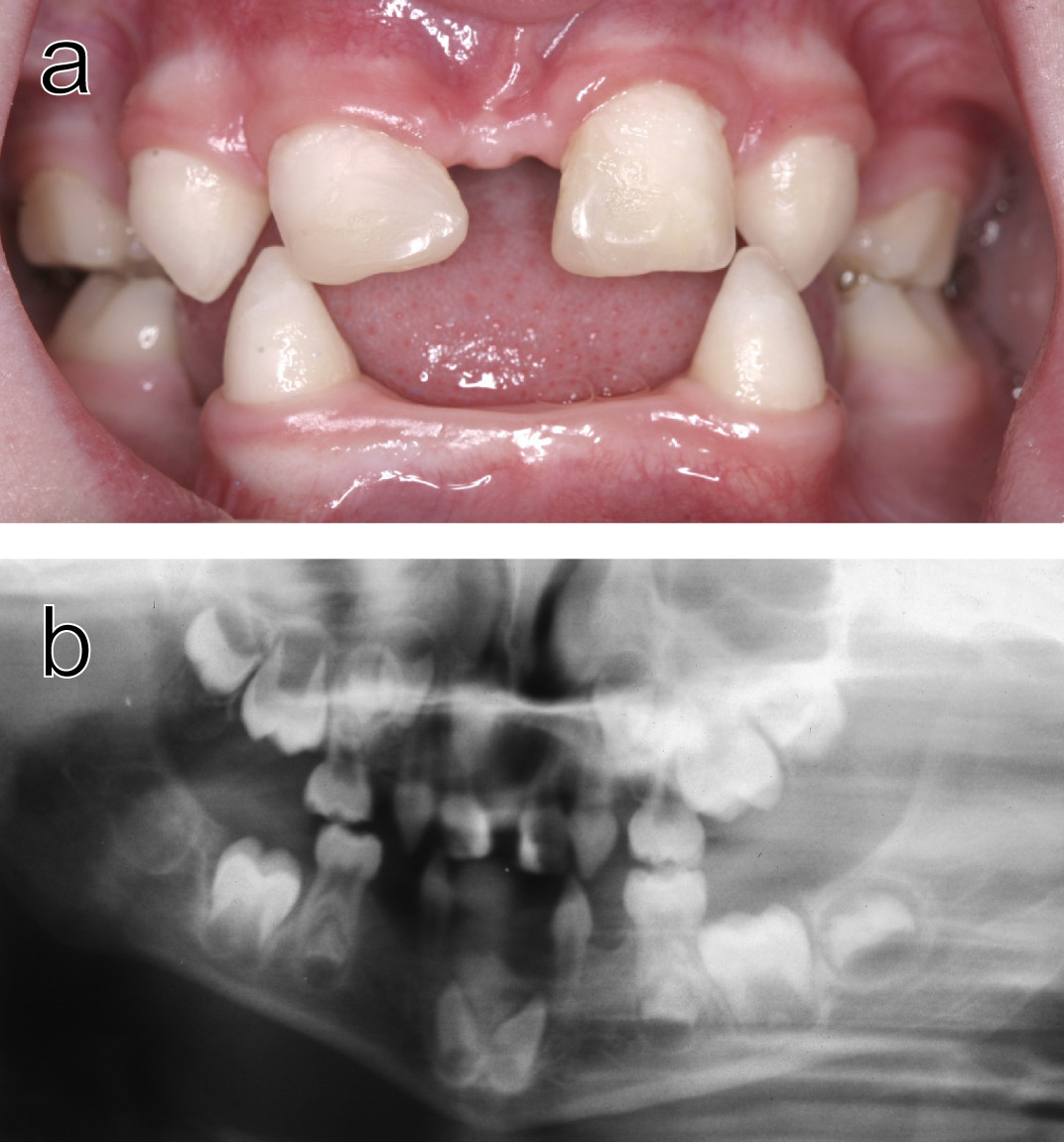
Anomalie dentali in una bimba di 5 anni di una famiglia svedese che soffre di vari sintomi di DE ipoidrotica autosomica dominante (HED) a) Vista intraorale. Notare che gli incisivi superiori sono stati ricostruiti con materiali compositi per nascondere la forma conica originale. b) Panoramica che mostra l'assenza di 10 denti primari e 11 denti permanenti nella mascella della stessa persona.

### Denti
Nello sviluppo del germe dentario si originano spesso denti congenitamente assenti. Altre volte si hanno denti che sono appuntiti o a forma di spina. Lo smalto può anche essere difettoso. Sono quasi sempre necessari trattamenti cosmetici dentali e i bambini possono aver bisogno di una protesi mobile fin dall'età di due anni. Man mano che i bimbi crescono si rende più volte necessaria la sostituzione della protesi, fino alla fine dell'adolescenza, quando diventa praticabile l'opzione dell'impianto dentale. In altri casi può essere operata la ricostruzione della corona. Può rendersi necessario un trattamento ortodontico. Dato che il trattamento dei denti è piuttosto complesso, l'approccio migliore è quello multidisciplinare.

### Altre caratteristiche
Le persone affette da DE hanno spesso alcune caratteristiche cranio-facciali che possono essere riconoscibili. La fronte prominente è piuttosto comune, così come il mento più lungo e pronunciato. È piuttosto frequente anche il naso allargato.
In alcuni tipi di DE lo sviluppo anomalo di alcune parti dell'occhio può portare a secchezza dell'occhio, cataratta e difetti della visione. Le cure professionali dell'occhio possono aiutare a minimizzare gli effetti sull'occhio della DE. In modo analogo, anomalie nello sviluppo dell'orecchio possono provocare problemi di udito. A causa dell'assenza delle normali secrezioni di bocca e naso si possono verificare frequenti infezioni respiratorie. Vanno quindi prese delle precauzioni per limitare le infezioni.

## Casi notevoli
L'attore Michael Berryman è nato con la DE.
Anche la modella Melanie Gaydos è affetta da DE.